# Classe Ilocos Norte
La classe Ilocos Norte est une série de quatre patrouilleurs construite par le chantier naval Tenix Shipbuilding en Australie pour la Garde côtière philippine (PCG). 

## Historique
Les navires de classe Ilocos Norte, tout en aluminium et longs de 35 mètres, sont conçus par Tenix Shipbuilding en Australie, et basés sur le patrouilleur de classe Pacifique de la même société. Quatre navires ont été livrés à la Garde côtière philippine en décembre 2001. Une option pour une commande de dix navires supplémentaires avait été proposée par Tenix, mais non retenue par la Garde côtière philippine. 
Tenix a réutilisé le modèle Ilocos Norte en 2008 pour le patrouilleur du New South Wales Police Force en Australie. C'est le plus grand patrouilleur opérant pour la police dans l'hémisphère sud.

## Unités
| Nom                 | N° coque  | Photo | Lancement | Mis en service |
| ------------------- | --------- | ----- | --------- | -------------- |
| BRP Ilocos Norte    | SARV-3501 |       |           | Mai 2003       |
| BRP Nueva Vizcaya   | SARV-3502 |       |           | ?              |
| BRP Romblon         | SARV-3503 |       |           | Novembre 2003  |
| BRP Davao del Norte | SARV-3504 |       |           | Février 2004   |